# تصحيح السوق
تصحيح السوق هو تغيير سريع في السعر الاسمي للسلعة، بعد إزالة الحاجز أمام التجارة الحرة وقيام السوق الحرة بإنشاء سعر توازن جديد. قد يشير أيضًا إلى العديد من هذه التصحيحات على سلعة واحدة بشكل جماعي، كتأثير جماعي على العديد من الأسواق في وقت واحد.[بحاجة لمصدر]

## تصحيح سوق الأسهم
يشير «تصحيح سوق الأسهم» إلى تراجع بنسبة 10٪ في قيمة مؤشر الأسهم. تنتهي التصحيحات بمجرد وصول الأسهم إلى مستويات قياسية جديدة (أي تحقق ارتفاعاً). عادة تُقاس تصحيحات سوق الأسهم بأثر رجعي من الارتفاعات الأخيرة إلى أدنى سعر إغلاق. يمكن قياس فترة الاسترداد (انتهاء التصحيح والرجوع للاتجاه الطبيعي) من أدنى سعر إغلاق إلى الارتفاعات الجديدة (من القاع إلى الانتعاش). مكاسب 10٪ من القاع هي تعريف بديل لخروج التصحيح. 
تُصنَّف الانخفاضات بنسبة 20٪ أو أكثر على أنها سوق هابطة.